# Jägerkaserne (Görlitz)
Die Jägerkaserne ist eine ehemalige Kasernenanlage und Baudenkmal am südlichen Rand der Görlitzer Nikolaivorstadt, deren Räumlichkeiten heute von städtischen Ämtern genutzt werden.

## Lage
Der ehemalige Kasernenkomplex befindet sich auf einer Anhöhe über den Dächern der Nikolaivorstadt – dem sogenannten Hälterberg. An der Westflanke des Gebäudes kreuzen sich der Grüne Graben und die Hugo-Keller-Straße. Der Haupteingang des Baus befindet sich auf der Südseite zur Hugo-Keller-Straße. Die Anschrift der Jägerkaserne lautet Hugo-Keller-Straße 14.

## Geschichte

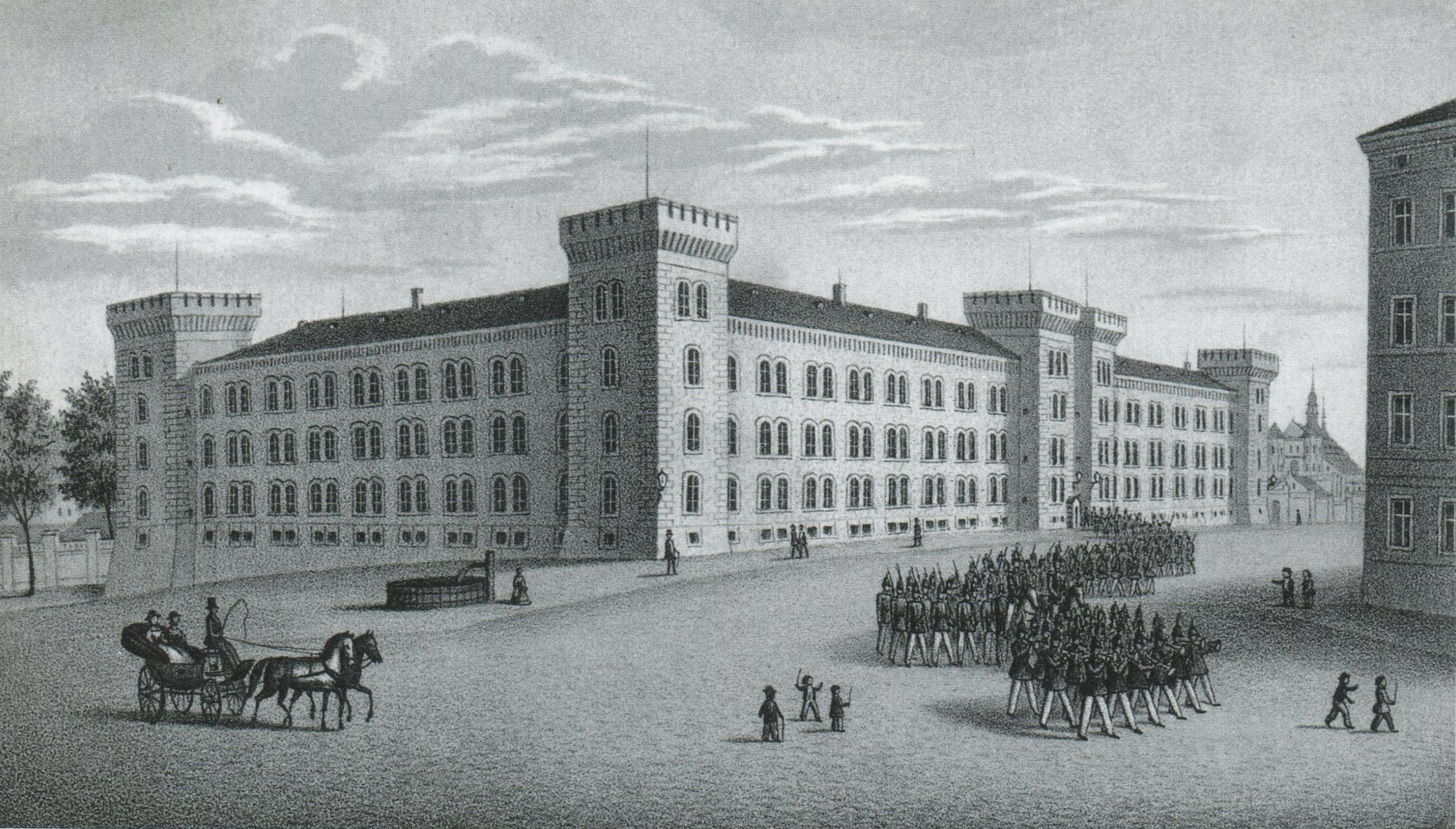
Lithographie um 1865

Am heutigen Standort der Jägerkaserne befanden sich bis in die 1840er Jahre Teile der Görlitzer Stadtbefestigung – darunter der sogenannte Bauzwinger, der Stadtgraben und das Rondell am Hälterberge. Nachdem die städtischen Wehranlagen in den 1840er Jahren abgetragen wurden, um das Wachstum der Stadt nicht durch in ein mittelalterliches Korsett zu unterdrücken, forderte der preußische Staat die Stadt auf den Verlust an Wehranlagen durch einen massiven Kasernenneubau für 600 Mann Besatzung zu kompensieren. Zwischen 1854 und 1858 errichtete die Stadt schließlich die heutige Jägerkaserne für das 1. Schlesische Jäger-Bataillon Nr. 5. Dieses Bataillon erbeutete im Deutsch-Französischen Krieg die erste Kanone der Franzosen, die seit 1874 zwischen Theater und Kaisertrutz stand. Bis zum Ende des Zweiten Weltkrieges im Mai 1945 diente der Bau verschiedenen in Görlitz stationierten militärischen Verbänden als Unterkunft.
Nach dem Krieg diente das Gebäude anfangs Flüchtlingen aus den Gebieten östlich der Lausitzer Neiße als Unterkunft und wurde dann bis zur Wende als Wohnkomplex genutzt.
Die Stadt begann 1990 mit der denkmalpflegerischen Sanierung und Umgestaltung des Baus zu einem modernen Bürokomplex, der heute als zweites Rathaus die technischen Dienste der Stadt beherbergt.
Mit Inkrafttreten der sächsischen Kreisreform am 1. August 2008 war die Jägerkaserne auch der Sitz des Landkreises Görlitz bis zur Fertigstellung des neuen Landratsamtes (2013) im südlichen Stadtzentrum am Bahnhof.

## Stationierte Einheiten
Die folgende Tabelle gibt einen Überblick über die zwischen 1830 und 1945 in Görlitz stationierten Einheiten.
| Name der Einheit                                                                                | Stationierungszeitraum |
| ----------------------------------------------------------------------------------------------- | ---------------------- |
| 1. Schlesisches Jäger-Bataillon Nr. 5                                                           | 1830–1887              |
| Infanterie-Regiment „König Ludwig III. von Bayern“ (2. Niederschlesisches) Nr. 47, I. Bataillon | 1860–1864              |
| Füsilier-Regiment „General-Feldmarschall Graf Moltke“ (Schlesisches) Nr. 38                     | 1867                   |
| Infanterie-Regiment „von Courbière“ (2. Posensches) Nr. 19                                      | 1871–1919              |
| 1. Garde Grenadier-Landwehr-Regiment, I. Bataillon                                              |                        |
| Freikorps Faupel                                                                                | 1919–1920              |
| 8. (Preußisches) Infanterie-Regiment, III. Bataillon                                            | 1921–1934              |
| Infanterie-Regiment Görlitz                                                                     | 1934–1935              |
| Infanterie-/Panzergrenadier-Regiment Nr. 30, I. und II. Bataillon                               | 1935–1945              |

## Bauwerk

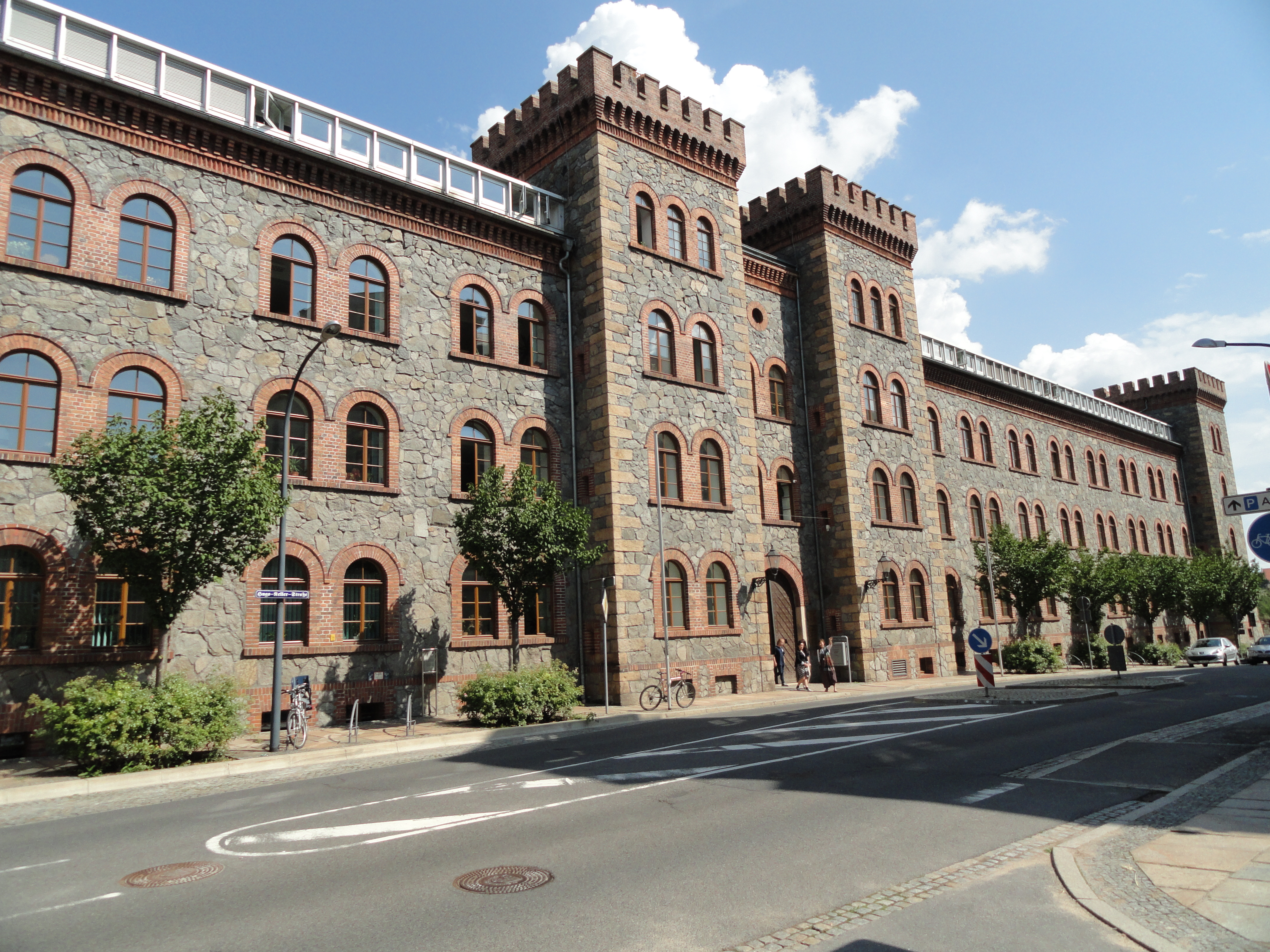
Vorderseite (Süden) der Jägerkaserne

Der dreiflüglige, wuchtige Kasernenbau ähnelt in seinem Grundriss einem römischen Castrum. An den vier Ecken thront jeweils ein mächtiger Eckturm. Auch in der Mitte der über 100 m langen Front befinden sich zwei Türme, die den Eingang flankieren. Die Fassade ist aus unregelmäßigen Bruchsteinen gemauert, wobei die Fensteröffnungen und Gesimse sowie Zinnen der Türme mit Ziegeln gemauert sind. Der einst dreietagige Bau wurde bei den Umbauarbeiten um eine Etage im Dachbereich erweitert, die durch ihr markantes, umlaufendes Fensterband erkennbar ist.